# پهن‌نوکان نمادین
پهن‌نوکان نمادین (به لاتین: Eurylaimidae) نام یک تیره از راسته گنجشک‌سانان است.

## طبقه‌بندی
خانواده پهن‌نوکان نمادین
- زیرخانواده: پهن‌نوکیان آفریقایی Smithornithinae - typical African broadbills
  - سرده: پهن‌نوک‌های آفریقایی
    - پهن‌نوک آفریقایی، Smithornis capensis
    - پهن‌نوک سرخاکستری، Smithornis sharpei
    - پهن‌نوک پهلوحنایی، Smithornis rufolateralis

- زیرخانواده: پهن‌نوکیان سبز آفریقایی Pseudocalyptomeninae
  - سرده: پهن‌نوک‌های سبز آفریقایی (Pseudocalyptomena)
    - پهن‌نوک سبز آفریقایی، Pseudocalyptomena graueri

- زیرخانواده: پهن‌نوکیان سبز آسیایی Calyptomeninae
  - سرده: پهن‌نوک‌های سبز
    - پهن‌نوک سبز، Calyptomena viridis
    - پهن‌نوک هوسی، Calyptomena hosei
    - پهن‌نوک وایت‌هدی Calyptomena whiteheadi

- زیرخانواده: پهن‌نوکیان آسیایی Eurylaiminae - typical Asian broadbills
  - سرده Corydon
    - پهن‌نوک تیره، Corydon sumatranus

  - سرده: Cymbirhynchus
    - پهن‌نوک سرخ‌وسیاه، Cymbirhynchus macrorhynchos

  - سرده: پهن‌نوک‌های گلوپهن (Eurylaimus)
    - پهن‌نوک نواردار، Eurylaimus javanicus
    - پهن‌نوک سیاه‌وزرد، Eurylaimus ochromalus

  - سرده: پهن‌نوک‌های فیلیپین (Sarcophanops)
    - پهن‌نوک غبغبک‌دار، Eurylaimus steerii
    - پهن‌نوک ویسایان، Eurylaimus samarensis

  - سرده: Psarisomus
    - پهن‌نوک دم‌دراز، Psarisomus dalhousiae

  - سرده: Serilophus
    - پهن‌نوک سینه‌نقره‌ای، Serilophus lunatus